# HD142394
HD142394 — хімічно пекулярна зоря спектрального класу A2, що має видиму зоряну величину в смузі V приблизно  8,5.
Вона  розташована на відстані близько 728,0 світлових років від Сонця.